# Vie de Klim Samguine (Quarante années)
Pour les articles homonymes, voir La Vie de Klim Samguine (série télévisée).
Vie de Klim Samguine (Quarante années), (en russe : Жизнь Клима Самгина (Сорок лет) est un roman en quatre volumes écrit par Maxime Gorki de 1925 jusqu'à sa mort en 1936.
C'est l'œuvre la plus ambitieuse de Gorki, destinée à dépeindre « toutes les classes, toutes les tendances, toutes les tendances, toute la commotion infernale du siècle dernier et toutes les tempêtes du XXe siècle ». Il suit le déclin de l'intelligentsia russe depuis le début des années 1870 et l'assassinat d'Alexandre II jusqu'à la Révolution de 1917, vu dans les yeux de Klim Samguine, un intellectuel petit-bourgeois typique. La quatrième et dernière partie est inachevée et se termine brusquement avec le début de la révolution de Février, bien que, comme le montrent les brouillons et les fragments de Gorki, le retour de Lénine en Russie en avril 1917 et la mort de Samguine aient pu être conçus comme la finale.

## Critique
Malgré cela, Gorki lui-même considérait le livre comme un message aux générations futures (comme il le disait, « les anciens ne l'aimeront pas, tandis que les jeunes ne l'obtiendront pas ») et l'appelait « son chef-d'œuvre » et « son seul bon livre », les critiques le considèrent comme l'un des livres les plus controversés de la littérature russe : alors que certains n'y voient qu'une œuvre typique de la satire réaliste socialiste et lui reprochent des personnages "à deux dimensions", "l'ennui" et pour être "trop tendancieux", d'autres le trouvent comme l'une des œuvres les plus importantes de la littérature russe du XXe siècle (certains critiques y voient une œuvre moderniste),,,,.

## Style et signification littéraire
Les critiques favorables apprécient le roman pour son style laconique, expérimental et éclectique, qui combine différentes traditions culturelles et styles littéraires. On note également que, contrairement aux œuvres précédentes de Gorki, connues pour leur style traditionnel du roman réaliste, Klim Samguine se distingue par une poétique, proche de l'avant-garde russe. Richard Freeborn trouve également le roman remarquable pour sa polyphonie, créée par un « kaléidoscope à multiples facettes et à plusieurs voix de types sociaux », par « la loquacité de tant de dizaines de personnages ». Comme il le dit aussi, Gorki représente la vie russe "comme dominée par des chercheurs d'identité qui créent des images miroir les uns des autres, qui sont des doublons ou des doubles dans une réplique fictive de l'histoire". Par cela, Gorki dans ses dernières œuvres, et notamment dans Samguine, se rapproche de Fiodor Dostoïevski.
La Vie de Klim Samguine — malgré l'interprétation du critique soviétique officiel comme l'œuvre du réalisme socialiste — est considérée par certains critiques comme similaire à bien des égards à des chefs-d'œuvre modernistes tels que La Montagne magique de Thomas Mann (1924) et L'Homme sans qualités (1930-1943) de Robert Musil. Par exemple, le critique français Philippe Chardin dans son étude Le roman de la conscience dangereuse analyse Samguine dans la série de neuf ouvrages, dont des romans modernistes bien connus. Le savant allemand Armin Knigge le trouve également à bien des égards similaire aux romans modernistes de l'étude de Chardin, tels que La Conscience de Zeno (1923), À la recherche du temps perdu (1913-1927), La Montagne magique et L'Homme sans qualités. Dans certaines études, comme celles de P. Cioni et de Ralf Schroder, le roman de Gorki est directement défini comme une œuvre moderniste et une « épopée négative », propres, selon Schroder, à Mann, Joyce et Proust. Schroder écrit : « Dans Samguine, Gorki incarne un thème spécifiquement moderniste de contradiction entre la réalité post-bourgeoise et l'image dogmatique pré-bourgeoise du monde, et aussi la destruction moderniste qui en résulte de cette image. C'est pourquoi le complexe idéologique et artistique de Samguine comprend non seulement une parodie de l'histoire d'un jeune homme du XIXe siècle, mais aussi une épopée négative »,.

## Représentation de la Révolution
Les bolcheviks sont représentés par un groupe de personnages mineurs dirigé par Stepan Kutuzov. Selon la critique soviétique officielle, qui dépeint Gorki comme le « fondateur du réalisme socialiste », Kutuzov est le principal personnage positif, un « porteur des vraies vues scientifiques et un propagandiste de la grande vérité du 20e siècle », et il s'oppose à l'affirmation de Samguine. individualisme bourgeois. Les critiques modernes pensent que la représentation de la Révolution par Gorki est plutôt ambivalente et la positivité de Kutuzov est remise en question. Richard Freeborn et Alexandra Smith considèrent également Kutuzov comme le personnage positif et porteur de « l'héroïsme d'un ouvrier, d'un artisan de la révolution », à qui Gorki sympathise avec ses tentatives d'influencer le cours de l'histoire. Cependant, Freeborn nie la positivité de la Révolution elle-même : « Mais le paradoxe du roman dans son ensemble est essentiel dans toute appréciation de sa vision ambivalente, non engagée et profondément sceptique des choses... En conséquence, le roman invite à un examen minutieux en tant qu'anti-épopée, ou en tant qu'épopée d'un anti-héros, avec une implication que la révolution elle-même mérite le même détrônement sceptique en termes de valeurs et de priorités de la vie que le héros non révolutionnaire ».

## Adaptation
- 1988 : La Vie de Klim Samguine, adaptation télévisée

### Éditions françaises
- Vie de Klim Samguine  (trad. Michel Dumesnil de Gramont), Rieder, coll. « Les prosateurs étrangers modernes » (T. I-II)
  - Klim l'Enfant  (trad. Michel Dumesnil de Gramont), Rieder, coll. « Les prosateurs étrangers modernes », 1932, 305 p. (T.I)
  - Klim l'Etudiant  (trad. Michel Dumesnil de Gramont), Rieder, 1935 (T. II)
- Œuvres complètes de Maxime Gorki. Vie de Klim Samguine (Quarante années)  (trad. Michel Dumesnil de Gramont), Hier et Aujourd'hui, 1949-1962